# Эктор (рыцарь)
Сэр Эктор (англ. Ector; иногда Гектор, Антор или Экторий) — отец сэра Кея и приёмный отец короля Артура в Артуриане. Т. Х. Уайт в «Короле былого и грядущего» называет владения сэра Эктора «Замок Дикого Леса» (англ. The Castle of the Forest Sauvage), более поздние писатели также использовали это название.
Эктор появляется в работах Робера де Борона и в цикле «Ланселот-Грааль», а также в позднейших адаптациях, таких как «Пост-Вульгата» и «Смерть Артура» Мэлори. В этих версиях Мерлин забирает Артура у его биологических родителей, короля Утера Пендрагона и Игрейны, и отдает под опеку Эктора. Мерлин скрывает истинное происхождение мальчика, и Эктор выращивает его вместе с Кеем как собственного сына. Когда Кей достигает возраста посвящения в рыцари, Артур, который младше на несколько лет, становится его оруженосцем.
Предвидя смерть Утера, Мерлин с помощью магии помещает в камень (в некоторых версиях — в наковальню) меч (иногда приравнивается к Экскалибуру), и вытащить его сможет только законный наследник престола. Когда Утер умирает, в Лондоне проводится турнир, призванный собрать всех потенциальных наследников; его посещают и Эктор с сыновьями. На турнире Кей ломает свой меч и отправляет Артура найти ему новый. Он проходит мимо Меча в Камне, не догадываясь о его значении, и легко извлекает его. Узнав об этом, Кей пытается присвоить заслугу Артура, но его ложь раскрывается, и в конце концов Эктор с Кеем первыми клянутся в верности новому королю. Оба становятся рыцарями Круглого стола и верно служат Артуру на протяжении всего его правления.
В ранних валлийских версиях имя отца Кая (Кея) — Кинир (валл. Cynyr).